# Geneviève de Galard
Pour les autres membres de la famille, voir Famille de Galard.
Pour les articles homonymes, voir Galard.
Geneviève de Galard Terraube, née le 13 avril 1925 à Paris et morte le 30 mai 2024 à Toulouse, est une infirmière militaire française et convoyeuse de l'air, surnommée « l’ange de Diên Biên Phu ».
Durant la guerre d'Indochine, elle se porte volontaire pour servir comme infirmière lors de la bataille de Diên Biên Phu, au cours de laquelle elle soigne sans relâche les blessés, malgré les bombardements.
Son engagement lui vaut de nombreux distinctions. Elle est notamment décorée de la croix de guerre et est faite chevalier de la Légion d'honneur.

## Biographie

### Enfance et famille
Née dans le 9e arrondissement de Paris, 
Geneviève Marie Anne Marthe de Galard Terraube est issue d'une famille aisée et catholique, dont la noblesse remonte au Moyen Âge. Elle passe sa petite enfance dans le 17e arrondissement de Paris, avec ses parents et sa sœur aînée, Marie-Suzanne. Lorsque son père meurt en 1934, Geneviève de Galard a neuf ans.
Les circonstances de la Seconde Guerre mondiale contraignent la famille à quitter Paris pour Toulouse lors de l'hiver 1939 : la mère de Geneviève de Galard, craignant pour ses filles les bombardements de la capitale, s'installe dans la région d'origine de sa famille. Tout comme sa sœur, Geneviève y est élève du cours Bertrand jusqu'en juillet 1942. Elles reviennent à Paris pendant l'été 1943. Geneviève de Galard suit des cours d'anglais à la Sorbonne et se lance dans des activités associatives auprès de handicapés dans un hôpital.
Elle obtient le diplôme d’État d’infirmière en 1950, puis réussit en 1952 le concours de convoyeuse de l'Armée de l'air et d'IPSA (infirmières pilotes secouristes de l'air), promotion 1952.

### 1953 - 1954, l'Indochine
À sa demande, Geneviève de Galard est affectée en Indochine à partir de mai 1953, au cœur de la guerre qui oppose les forces françaises à celles du Việt Minh.

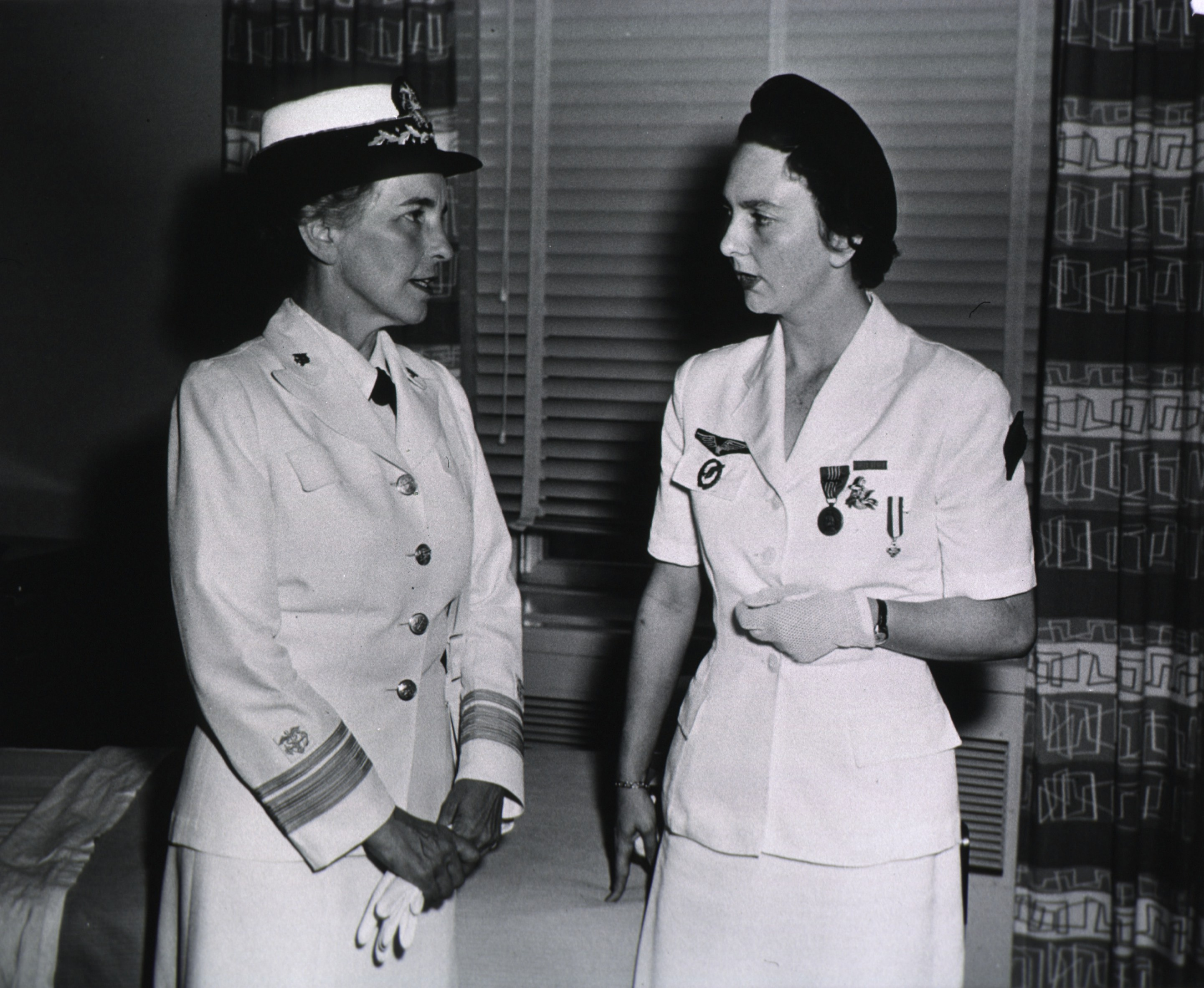
Lieutenant Geneviève de Galard-Terraube (à droite) et Lucile Petry Leone en 1954.

Stationnée à Hanoï, elle opère des évacuations sanitaires par avion depuis l'aéroport de Pleiku. À partir de janvier 1954, elle participe aux évacuations de la bataille de Diên Biên Phu. Ses premières victimes transportées sont principalement des soldats souffrant de maladies. À partir de mi-mars, la plupart d'entre eux sont des blessés de guerre. Parfois, les avions sanitaires avec la marque de la Croix-Rouge doivent se poser à travers les barrages d'artillerie viêt minh.
Le 28 mars 1954 vers 5 h 45, le commandant Blanchet — commandant en second du groupe de transport Béarn —, son équipage et Geneviève de Galard arrivent en avion au-dessus de Diên Biên Phu. Le commandant tente d'atterrir sur la courte piste du camp retranché. L'atterrissage est trop long et le moteur gauche de l'avion est sérieusement endommagé. Les réparations ne pouvant s'effectuer sur place du fait des conditions (terrain inapproprié), l'avion est abandonné et, à l'aube, l'artillerie viêt minh le bombarde et le détruit, ainsi que la piste, les rendant irréparables.
Geneviève de Galard se porte alors volontaire pour servir comme infirmière dans l'hôpital de campagne commandé par le médecin-commandant Paul-Henri Grauwin. Bien que le personnel médical masculin soit initialement hostile, il adapte le logement pour elle. Il lui arrange également un semblant d'uniforme à partir de bleus de travail camouflés, de pantalon, de chaussures de basket-ball et d'un T-shirt. Geneviève de Galard fait de son mieux dans des conditions sanitaires dérisoires, « consolant » les mourants et essayant d'entretenir le « moral » face aux pertes humaines montantes. Plus tard, beaucoup d'hommes la complimenteront pour ses « efforts ».
Selon certains auteurs, une vingtaine de prostituées du BMC, essentiellement vietnamiennes, vinrent l'épauler à l'hôpital car la charge de travail était insurmontable pour une seule femme. L'historien Jacques Dalloz pense qu'elles ont sûrement toutes été tuées par les Việt Minh après le départ des troupes et que leur participation est volontairement oubliée. « Rien ne doit venir ternir l'image de l'honneur », selon Le Monde. Selon le spécialiste des conflits du XXe siècle Jean-Marc Binot, « une solide tradition, alimentée par les cercles d'anciens combattants d'extrême droite, voudrait qu'un BMC ait été présent à Diên Biên Phu, et que, authentiques Marie Madeleine de la coloniale, ses employées se soient métamorphosées en aides-soignantes héroïques auprès des blessés, avant d'être abattues froidement par les communistes. Nul témoignage crédible […] n'étaye cette pieuse légende ».
Le 29 avril 1954, Geneviève de Galard est faite chevalier de la Légion d'honneur et est décorée de la croix de guerre des Théâtres d'opérations extérieurs par le commandant du camp retranché de Diên Biên Phu, le général de Castries.

« A suscité l’admiration de tous par son courage tranquille et son dévouement souriant.
D’une compétence professionnelle hors pair et d’un moral à toute épreuve, elle fut une auxiliaire précieuse pour les chirurgiens et contribua à sauver de nombreuses vies humaines. Restera pour les combattants de Diên Biên Phu, la plus pure incarnation des vertus héroïques de l’infirmière française. »

Le jour suivant, pendant la célébration de la bataille de Camerone, la fête de la Légion étrangère, Geneviève de Galard est nommée légionnaire de 1re classe honoraire aux côtés du lieutenant-colonel Bigeard, commandant du 6e BPC et du médecin-chef Jacques Gindrey, fait caporal d'honneur de la Légion.
Les troupes françaises de Diên Biên Phu cessent le combat le 7 mai 1954 sur ordre du commandement militaire. Le Việt Minh autorise Geneviève de Galard, faite prisonnière, ainsi que le personnel médical, à continuer les soins aux blessés. Elle refuse toute coopération ; quand certains Việt Minh commencent à utiliser les médicaments pour leur propre usage, elle en cache dans sa civière.
Le 24 mai 1954, Geneviève de Galard est évacuée à Hanoï, en partie contre sa volonté.
De retour en France, début juin, elle est accueillie par une foule nombreuse à l'aéroport d'Orly et fait la une de Paris Match (« La France accueille l'héroïne de Diên Biên Phu ») ; elle fait trois fois la une de ce magazine.

### Après la guerre
Geneviève de Galard est ensuite invitée aux États-Unis par le Congrès et reçue par le président américain Eisenhower comme un chef d'État : 

« Le 26 juillet 1954, des centaines de milliers de New-Yorkais l'acclament, dispersant du sommet des gratte-ciel des tonnes de confettis. Eisenhower lui remet le 29 juillet 1954 la médaille de la Liberté (Medal of Freedom) lors d’une cérémonie dans la roseraie de la Maison-Blanche à Washington. C'est aux États-Unis qu'elle est pour la première fois surnommée “l'ange de Diên Biên Phu”. »

Elle reprend un temps son travail de convoyeuse, fin 1954. Puis revenue en France, elle travaille au centre de rééducation des grands blessés des Invalides. Elle épouse le capitaine Jean de Heaulme de Boutsocq,, rencontré en Indochine, le 14 juin 1956 en l'église Saint-Louis des Invalides à Paris. Elle le suit dans ses différentes affectations ; ils ont trois enfants : François, Véronique et Christophe.
Adhérente de l'Association nationale des combattants de Diên Biên Phu dès sa création, en 1967, elle devient en 1983 conseillère municipale dans le 17e arrondissement de Paris.

### Mort
Elle meurt à l'âge de 99 ans le 30 mai 2024 à Toulouse, et est inhumée au cimetière du Père-Lachaise (division 41, tombe 6/95, 20/42).
Le président de la République Emmanuel Macron « salue sa mémoire ».
Elle a donné son nom à la promotion de Nacarats (secondes) de la Maison d'éducation de la Légion d'honneur de Saint-Denis en 2024, la promotion Galard.

## Ouvrages
- Geneviève de Galard et Béatrice Bazil, Une femme à Diên Biên Phu, Paris, Éditions J'ai Lu, 2004, 220 p. (ISBN 978-2-290-34246-6, présentation en ligne).
- (en) Geneviève de Galard, Angel of Dien Bien Phu: The Lone French Woman at the Decisive Battle for Vietnam, Annapolis, Institute Press, 2013, 208 p. (ISBN 978-1-61251-386-7, lire en ligne).

## Distinctions

### Décorations
- Grand-croix de la Légion d'honneur en 2014[18]
- Grande officière de l'ordre national du Mérite en 2008[19]
- Croix de guerre des Théâtres d'opérations extérieurs en 1954
- Chevalier de l'ordre des Palmes académiques
- Médaille de l'Aéronautique
- Médaille coloniale
- Médaille d'honneur du service de santé des armées
- Chevalier de l'ordre de la Santé publique
- Médaille de la Liberté (États-Unis)
- Officier de l'Ordre du Mérite civil Taï (Pays Taï)
- Chevalier de l'ordre du Nichan Iftikhar (Tunisie)
- Médaille d'honneur de la Croix-Rouge française (1954)[20]
- Légionnaire de 1re classe d'honneur en 1954[7].

### Odonymes
- Place Geneviève-de-Galard à Toulouse, inaugurée le 11 juillet 2023[21]
- Avenue Geneviève-de-Galard à Saint-Cyr-l'École
- Rue Geneviève-de-Galard à Montluçon, Niort, Gargenville, Noisy-le-Roi, Briey, Marcq-en-Barœul, Le May-sur-Èvre.
- Rue Geneviève-de-Galard à Castres depuis novembre 2024.

### Émission de radio
- « Geneviève de Galard, un ange dans l’enfer de Diên Biên Phu », sur Radio France, 29 juin 2022 (consulté le 29 juin 2022).

### Émissions télévisées
- « Visages inattendus de personnalités » sur KTO le 26 mars 2011.
- « Geneviève de Galard se souvient de Dien Bien Phu » par le CICR, février 2011.
- « L'ange de Diên Biên Phù », Claire L'Hoër et Laurent Bergers, La Case du siècle, 2021.

### Bandes dessinées
- Avec Geneviève de Galard et les héros de Diên Biên Phù, Paris, Éditions du Triomphe, 2023  (ISBN 9782383860280).
- Diên Biên Phù 1954, Paris, Éditions Plein Vent, 2024  (ISBN 9782384880553).